# 32092 Brianxia
32092 Brianxia è un asteroide della fascia principale. Scoperto nel 2000, presenta un'orbita caratterizzata da un semiasse maggiore pari a 2,5717280 UA e da un'eccentricità di 0,1402255, inclinata di 0,63241° rispetto all'eclittica.